# Jagodnje
Jagodnje – wieś w Chorwacji, w żupanii licko-seńskiej, w gminie Udbina. W 2011 roku liczyła 32 mieszkańców.
Jest położona na Podlapačkim polju.